# Carmontelle
Carmontelle, pseudonimo di Louis Carrogis (Parigi, 15 agosto 1717 – Parigi, 26 dicembre 1806), è stato un pittore, incisore, architetto e scrittore francese. Organizzatore di feste al servizio del duca d'Orléans, edificò la Folie de Chartres, padiglione circondato da un giardino alla francese del quale residua l'odierno Parc Monceau.

## Biografia
Figlio di un calzolaio, studiò disegno e geometria; a ventitré anni si qualificò come ingegnere ed entrò al servizio dei duchi di Chevreuse e Luynes al castello di Dampierre, per insegnare disegno e matematica al visdomino d'Amiens.
Passato al servizio di Luigi Filippo d'Orléans nel 1763, dieci anni dopo ebbe dal duca di Chartres suo figlio l'incarico di progettare un giardino intorno a un piccolo edificio appena costruito a nord ovest di Parigi: fu così che tra il 1773 e il 1778 Carmontelle diede vita alla Folie de Chartres, uno dei più celebri giardini paesaggistici di Francia, che deviava dal più naturale modello inglese dell'epoca grazie a una serie di scene di fantasia progettate con l'obiettivo di «riunire in un solo giardino tutti i tempi e i luoghi».
Negli ultimi anni di vita lavorò all'invenzione dei décors transparents animés, tavole dipinte su strisce di carta cinese o velina, alte 50 cm e lunghe decine di metri: montate su due rulli di legno con due appositi fori per lasciar filtrare la luce diurna attraverso la tavola, permettevano una rudimentale animazione con la rotazione sincrona dei rulli. Uno dei décors è conservato al museo di Sceaux e misura oltre 42 m.
Fu autore delle pièces teatrali dette Proverbes dramatiques (1767-1787) e di altre commedie riunite sotto il titolo di Théatre de campagne nel 1775, di romanzi e prose, di ritratti di personaggi famosi.